# Mitchel Musso
Mitchel Tate Musso (sinh ngày 9 tháng 7 năm 1991) là một diễn viên, ca sĩ hip hop/rap, R&B, Pop Rap người Mỹ. Mitchel Musso rất nổi tiếng với vai Oliver Oken trong bộ phim truyền hình Hannah Montana.

## Tiểu sử
Mitchel Musso sinh ra và lớn lên tại Garland, Texas. Mitchel có hai người anh trai là Mason Musso - ca sĩ và chơi guitar trong ban nhạc Metro Station và Marc Musso, đã cùng xuất hiện với Mitchel trong bộ phim Secondhand Lions.

## Sự nghiệp phim ảnh
Mitchel Musso chính thức ra mắt làng giải trí vào năm 2003 khi cậu xuất hiện trong bộ phim Secondhand Lions cùng với người anh trai Marc. Diễn viên Haley Joel Osment, người đóng vai Walter trong Secondhand Lions là anh trai của Emily Osment. Bắt đầu từ năm 2006 đến năm 2011, Mitchel và Emily đều cùng tham gia diễn xuất trong bộ phim sitcom Hannah Montana của kênh Disney. Trước khi Musso tham gia Secondhand Lions, cậu đã xuất hiện trong một vài bộ phim trước đó là Am I Crushed? và The Keyman vào năm 2002.
Bên cạnh vai diễn Oliver Oscar Oken trong bộ phim Hannah Montana, Musso cũng lồng tiếng cho nhân vật Jeremy Johnson trong bộ phim hoạt hình Phineas and Ferb. Những hoạt động diễn xuất khác bao gồm vai diễn Raymond Figg trong bộ phim Life Is Ruff của kênh Disney, lồng tiếng cho nhân vật Aang tập không được phát sóng của bộ phim hoạt hình Avatar: The Last Airbender, lồng tiếng cho vai DJ trong bộ phim hoạt hình được đề cử giải Oscar Monster House, và trong phim Hannah Montana: The Movie được phát hành vào 10 tháng 4 năm 2009. Musso tham gia Disney Channel Games đầu tiên vào năm 2006 ở đội xanh lá cây, và ở đội Đỏ vào năm 2007 và 2008. Cậu cũng xuất hiện trong bộ phim Walker, Texas Ranger: Trial by Fire cùng với Chuck Norris.Và vai chính King Brady trong phim Pair of king năm 2010.

## Các phim đã tham gia

### Phim
| Phim        | Phim                               | Phim                                              | Phim                                 |
| Năm         | Phim                               | Vai diễn                                          | Chú thích                            |
| ----------- | ---------------------------------- | ------------------------------------------------- | ------------------------------------ |
| 2010        | The Search for Santa Paws          | Santa Paws trưởng thành                           | Lồng tiếng                           |
| 2009        | Hannah Montana: The Movie          | Oliver Oken/Mike Standley III                     | Vai chính                            |
| 2009        | Hatching Pete                      | Cleatus Poole                                     | Vai chính                            |
| 2006        | Monster House                      | DJ                                                | Lồng tiếng                           |
| 2005        | Life Is Ruff                       | Raymond Figg                                      | Disney Channel Original Movie        |
| 2003        | Secondhand Lions                   | Boy                                               | Phim ra mắt                          |
| 2002        | Am I Crushed?                      | Richie                                            |                                      |
| 2002        | The Keyman                         | Cub Scout                                         |                                      |
| Truyền hình |                                    |                                                   |                                      |
| Năm         | Tựa phim                           | Vai diễn                                          | Chú thích                            |
| 2010–2013   | Pair of Kings                      | Brady                                             | Vai chính                            |
| 2008-2014   | Phineas and Ferb                   | Jeremy Johnson                                    | Lồng tiếng                           |
| 2006-2011   | Hannah Montana                     | Oliver Oken/Mike Standley III                     | Vai chính                            |
| 2003        | Oliver Beene                       | One Nad 2008 Haching Pete Cleatus Poole Vai chính |                                      |
| Khách mời   |                                    |                                                   |                                      |
| Năm         | Tựa phim                           | Vai diễn                                          | Chú thích                            |
| 2008        | Metro Station - Seventeen Forever  | Cameo                                             | Music Video                          |
| 2008        | Disney Channel Games 2008          |                                                   | Đội Đỏ (Inferno)                     |
| 2007        | Shorty McShorts' Shorts            | Kevin                                             | Lồng tiếng, trong tập Mascot Prep    |
| 2007        | Disney Channel Games 2007          |                                                   | Đội Đỏ                               |
| 2006        | Disney Channel Games 2006          |                                                   | Đội Xanh lá cây                      |
| 2005        | Walker Texas Ranger: Trial by Fire | Josh Whitley                                      |                                      |
| 2005        | Avatar: The Last Airbender         | Aang                                              | Lồng tiếng, tập không được phát sóng |